# Yo, adolescente
Yo, adolescente è un film del 2019 diretto da Lucas Santa Ana e tratto dal romanzo di Nicolás Zamorano. È interpretato da Renato Quattordio, Malena Narvay, Thomás Lepera e Jerónimo Giocondo Bosia.
È stato trasmesso il 23 luglio 2020 sul canale Cine.ar. Poco dopo, Netflix ha acquisito i diritti per presentarlo in anteprima sulla sua piattaforma il 12 novembre dello stesso anno.

## Trama
Nicolás "Zabo" Zamorano è un adolescente, che dopo il suicidio di un amico e l'incendio di un locale da ballo chiamato Cromañón, inizia a scrivere un blog sulla sua vita quotidiana, che lo porta a porsi domande esistenziali e a domandarsi se sia più attratto dalle donne o gli uomini.

## Accoglienza

### Critica
Il film ha ricevuto recensioni per lo più contrastanti da parte di esperti. Ezequiel Boetti di Otros Cines ha dichiarato che il film "finisce per diventare un film pieno di colpi bassi, con prestazioni irregolari e una profondità degna di una striscia di Cris Morena", aggiungendo che la narrazione del film è costituita "da una successione di scene forzate, da una sceneggiatura più attenta a generare consapevolezza che a quella cinematografica". D'altra parte, Adolfo C. Martínez del quotidiano La Nación ha evidenziato la performance di Renato Quattordio, che considera il vero capo del cast del film, trasformando la storia "in un ritratto fedele e profondo di quell'epoca difficile in cui si iniziano a scoprire i segreti dell'età adulta". Da parte sua, Juan Velis del portale Medium commenta che "Santa Ana espone in modo convincente e straordinario" cosa significa essere un adolescente in quei tempi post-Cro-Magnon, tuttavia, dice che "lo è alcune decisioni della sceneggiatura un po' brusche e devastanti, con una chiusura declamatoria e qualcosa di ingannevole ma, ovviamente, imperativamente urgente".
D'altra parte, Gimena Meilinger di Sin Subtítulos ha dato al film un punteggio di 8 su 10 e ha detto che la performance di Quattordio è stata meravigliosa, mentre "la fotografia è attenta, che denota solitudine, interpretazioni corrette e un'ottima colonna sonora, che rendono il film un film da vedere". Diego Da Costa di Cinema Gavia, conclude che Yo, adolescente "È diluito dalla mancanza di concretezza e dalle troppe linee aperte [...], così diventa un ritratto a metà gas, che avrebbe potuto dare molto di più. Il suo cast è in piena proiezione per maturare interpretativamente, quindi non c'è una visualizzazione artistica accurata. La proposta di produzione non trova la sua strada e finisce per cadere nello standard di un film per adolescenti. È così dispersa e mutevole che non riesce a trovare se stessa".

### Riconoscimenti
- 2019 - Festival Internacional de Cine de Viña del Mar[10]
  - Sección Construye – Mejor Largometraje
- 2019 - Festival de Cine Iberoamericano de Huelva[11][12]
  - Miglior lungometraggio
  - Miglior attore a Renato Quattordio
- 2020 - Festival internazionale del cinema di Guadalajara[12][13]
  - Nomination Miglior film